# Schwülme
De Schwülme is een rivier in Nedersaksen, Duitsland die uitmondt in de Wezer. De bron ligt in het district Northeim, en wordt gevormd door meerdere beken.